# Фігнер Віра Миколаївна
Віра Миколаївна Фігнер, у шлюбі Філіппова (25 червня (7 липня) 1852, с. Христофорівка Тетюшінського повіту Казанської губернії — 15 червня 1942, Москва) — радянська революціонерка, терористка, членкиня виконкому «Народної волі», пізніше есерка, письменниця. Увіковічнена на Поверсі спадщини.

## Життєпис
Здобула освіту в Казанському Родіонівському інституті шляхетних дівиць (1863—1869), у якому надавалося велике значення релігійному вихованню. Проте саме тут стала переконаною атеїсткою, але євангельський принцип «віддати себе цілком обраній меті» став її життєвим кредо.
У 1870 році вступає до Казанського університету і бере шлюб із судовим слідчим А. В. Філіпповим. У 1872 році з ним їде до Швейцарії, де вступає на медичний факультет Цюріхського університету. У Швейцарії знайомиться з народницею Софією Бардіною. У 1873 році увійшла до гуртка «Фріч», члени якого склали пізніше ядро Всеросійської соціально-революційної організації. З 1874 року продовжує навчання у Бернському університеті, де знайомиться з Михайлом Бакуніним.
У грудні 1875 року повертається до Росії, працює фельдшеркою, бере участь у «ходінні в народ», веде пропаганду серед селян у селі Студенця Самарської губернії. До організації «Земля і воля» Віра Фігнер не входила, але очолюваний нею автономний гурток «сепаратистів» поділяв платформу землевольців і співпрацював з ними. У 1879 брала участь у Воронезькому з'їзді землевольців.
Після розколу «Землі і волі» (1879) стала членкинею Виконавчого комітету «Народної волі». Проводила агітацію серед студентів і військових у Петербурзі та Кронштадті. Бере участь у підготовці замахів на Олександра II в Одесі (1880) і Петербурзі (1881). Після вбивства Олександра II зуміла сховатися. Переїхала до Одеси, де взяла участь (разом з Степаном Халтуріним) у замаху на військового прокурора Стрельникова. Навесні 1883 року в Харкові видана поліції С. П. Дегаєвим, арештована і віддана під суд. На процесі 14-ти була засуджена Санкт-Петербурзьким військово-окружним судом до смертної кари (1884), яку замінили безстроковою каторгою.
20 років провела в одиночному ув'язненні в Шліссельбурзькій фортеці. У в'язниці писала вірші (1-е вид.: «Вірші», 1906). З 1904 року була на засланні в Архангельській (с. Ньонокса) і Казанській губерніях, у Нижньому Новгороді. У 1906 році виїхала за кордон, де взяла участь у захисті російських політв'язнів. З цією метою проводила виступи в різних містах Європи, здійснювала збір грошей, підготувала брошуру про російські в'язниці, яка була перекладена багатьма мовами. У 1907—1909 роках співпрацювала з есерами, після викриття зради Є. Ф. Азефа вийшла з партії. У 1915 році повернулася до Росії.
У травні 1917 року на Всеросійському з'їзді представників рад Партії конституційних демократів була обрана її почесною членкинею, увійшла до складу виконкому цієї партії. У червні обрана кадетами кандидаткою у члени Установчих зборів.
Жовтневий переворот не прийняла. Зайнялася літературною працею, закінчила розпочату за кордоном книгу спогадів «Зображений працею» (1-е вид., Ч. 1 — 3, 1921—1922) — один з найкращих творів російської мемуаристики. Книга принесла Фігнер всесвітню популярність і була перекладена багатьма іноземними мовами. У ній Фігнер яскраво, талановито і чесно відобразила цілий період в історії російської визвольної боротьби. Її спогади — незамінне історичне джерело.
Віра Фігнер була членкинею Товариства колишніх політкаторжан і засланців, друкувалася в журналі «Каторга і заслання», була авторкою біографій народовольців, статей з історії революційного руху в Росії 1870 — 1880-х років.